# 大発見!恐怖の法則
『大発見!恐怖の法則』（だいはっけん!きょうふのほうそく）は、1996年10月15日から1997年9月9日まで、テレビ朝日系列で放送された朝日放送制作のバラエティ番組である。放送時間は毎週火曜21:00 - 21:54（JST）。法則認定委員長を上岡龍太郎、司会を中山秀征と加藤紀子が務めた。

## 番組概要
身近にありながら知られていない「恐怖の法則」を、実験VTRと激論で検証する番組。視聴者から寄せられた法則を紹介し、5人のゲストパネラー「法則認定委員会」がそれぞれ『納得』か『異議』でまず判定した後、法則の実証VTRが登場し、激論の末に法則認定委員長の上岡が独断と偏見で最終審判『認定』か『却下』を下す形式を取っていた。最初の判定は後に廃止された。
採用された投稿について一般からの投稿には「認定」「却下」にかかわらず、タレントからの投稿には「認定」のときのみ現金10万円が贈られた。
上岡が司会を務めていた同局の人気番組『探偵!ナイトスクープ』の手法を一部取り入れた番組として放送されたが、視聴率低迷で1年で終了した。1997年9月9日放送分で番組打ち切りとなったが、翌週分の番組収録は行われており、この時、収録途中で上岡が取り上げられた内容に怒り出し「私はね…こんな番組をやるために、この仕事を受けたんじゃないんだ。私は帰る！」とスタジオを出て帰宅。継続困難となり、打ち切りが決まった。この時のエピソードは上岡没後の2024年11月6日放送の『これ余談なんですけど…』で、MC陣のひとりだった中山秀征が明かしている。
本番組のレポーターにはまだ現在ほど知名度のなかった爆笑問題などがいた。またメジャーデビュー前のSEX MACHINEGUNSもVTR出演していた。

## 出演者

### 法則認定委員長
- 上岡龍太郎[3]

### 司会
- 中山秀征[3]
- 加藤紀子[3]

## 主題歌
- 加藤紀子｢小さな幸せ｣
- 金月真美｢Love is the one thing in your life｣
- Toshi｢さまよえる地球人｣
- 聖飢魔II｢真昼の月～MOON AT MID DAY～｣

## ネット局
系列は番組終了時（1997年9月）のもの。
| 放送対象地域  | 放送局           | 系列           | ネット形態 |
| ------------- | ---------------- | -------------- | ---------- |
| 近畿広域圏    | 朝日放送         | テレビ朝日系列 | 制作局     |
| 関東広域圏    | テレビ朝日       | テレビ朝日系列 | 同時ネット |
| 北海道        | 北海道テレビ     | テレビ朝日系列 | 同時ネット |
| 青森県        | 青森朝日放送     | テレビ朝日系列 | 同時ネット |
| 岩手県        | 岩手朝日テレビ   | テレビ朝日系列 | 同時ネット |
| 宮城県        | 東日本放送       | テレビ朝日系列 | 同時ネット |
| 秋田県        | 秋田朝日放送     | テレビ朝日系列 | 同時ネット |
| 山形県        | 山形テレビ       | テレビ朝日系列 | 同時ネット |
| 福島県        | 福島放送         | テレビ朝日系列 | 同時ネット |
| 新潟県        | 新潟テレビ21     | テレビ朝日系列 | 同時ネット |
| 長野県        | 長野朝日放送     | テレビ朝日系列 | 同時ネット |
| 静岡県        | 静岡朝日テレビ   | テレビ朝日系列 | 同時ネット |
| 石川県        | 北陸朝日放送     | テレビ朝日系列 | 同時ネット |
| 中京広域圏    | 名古屋テレビ     | テレビ朝日系列 | 同時ネット |
| 島根県 鳥取県 | 山陰中央テレビ   | フジテレビ系列 | 遅れネット |
| 広島県        | 広島ホームテレビ | テレビ朝日系列 | 同時ネット |
| 山口県        | 山口朝日放送     | テレビ朝日系列 | 同時ネット |
| 香川県 岡山県 | 瀬戸内海放送     | テレビ朝日系列 | 同時ネット |
| 愛媛県        | 愛媛朝日テレビ   | テレビ朝日系列 | 同時ネット |
| 福岡県        | 九州朝日放送     | テレビ朝日系列 | 同時ネット |
| 長崎県        | 長崎文化放送     | テレビ朝日系列 | 同時ネット |
| 熊本県        | 熊本朝日放送     | テレビ朝日系列 | 同時ネット |
| 大分県        | 大分朝日放送     | テレビ朝日系列 | 同時ネット |
| 鹿児島県      | 鹿児島放送       | テレビ朝日系列 | 同時ネット |
| 沖縄県        | 琉球朝日放送     | テレビ朝日系列 | 同時ネット |

## スタッフ
- ナレーター：バッキー木場 、村山明、屋良有作
- 構成：百田尚樹　ほか
- 演出：小柴優　ほか
- プロデューサー：松田安啓　ほか
- 技術協力：タワーテレビ（現テクノマックス）、ビームテレビセンター、佳夢音
- 美術協力：アックス
- 制作協力：NCV、JAWS
- 製作：ABC